# St. Simon und Juda (Neunhofen)

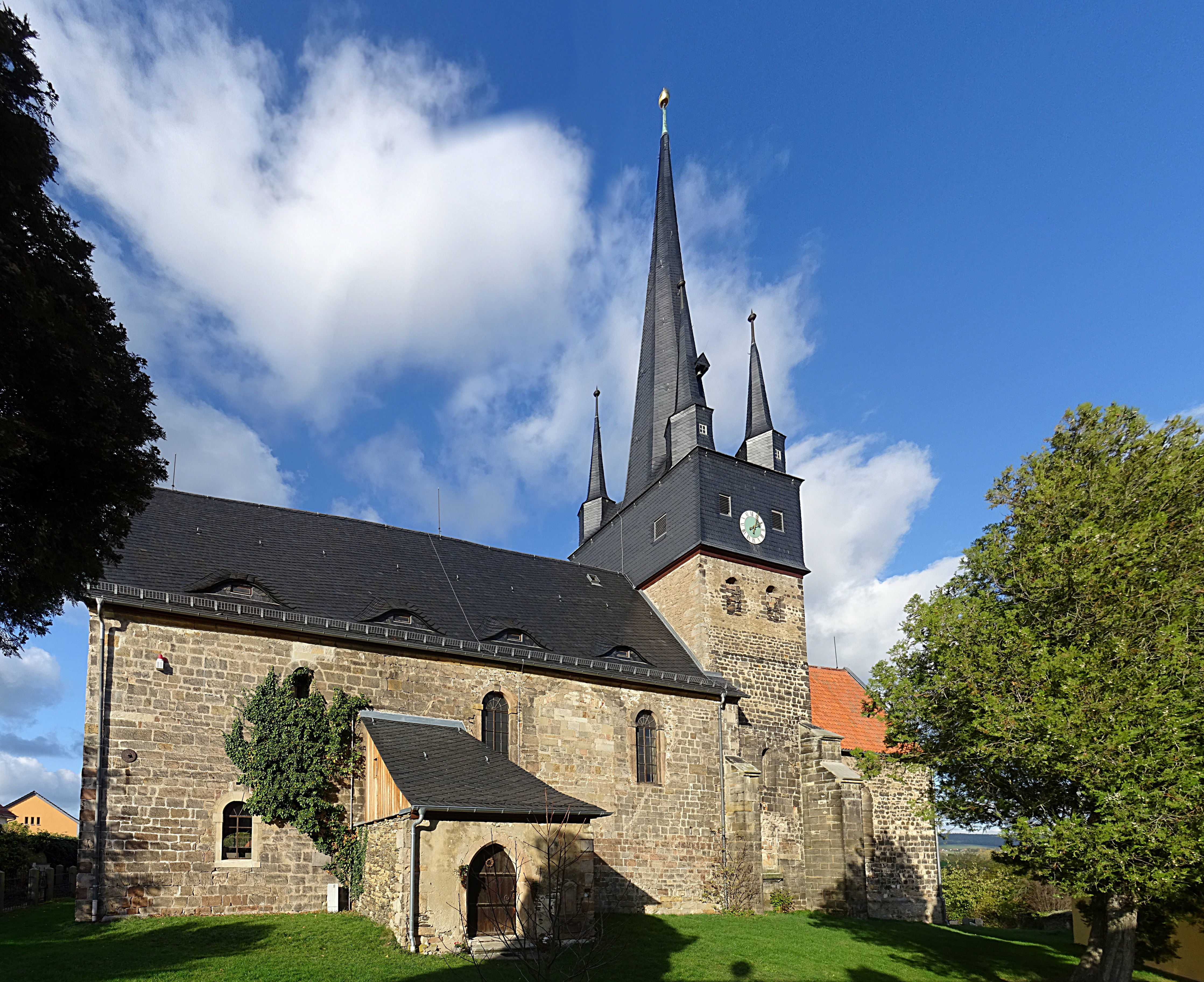
St. Simon und Juda

Die evangelisch-lutherische, denkmalgeschützte Kirche St. Simon und Judas steht weithin sichtbar auf einer Anhöhe von Neunhofen, einem Ortsteil der Stadt Neustadt an der Orla im Saale-Orla-Kreis in Thüringen. Die Kirchengemeinde Neunhofen gehört zum Pfarrbereich Neustadt/Orla im Kirchenkreis Schleiz der Evangelischen Kirche in Mitteldeutschland.

## Geschichte
Königin Richeza (995–1063), deren Denkmal am Treppenaufgang zur Kirche steht, gilt als Gründerin der Kirche Neunhofen. Nach dem Tod ihres Gemahls verfügte sie seit 1047 über das reiche ezzonische Erbe, welches unter anderem die Provinz Saalfeld und das Land Orla umfasste. Sie ließ sich in Saalfeld nieder und blieb dort bis zu ihrem Tod. Bereits 1056 übereignete sie ihren gesamten Besitz dem Erzstift Köln. Von dort gliederte Erzbischof Anno II. im Jahr 1071 die Kirche und Parochie Neunhofen dem im gleichen Jahr von ihm gegründeten Benediktinerkloster Saalfeld an. Die Kirche ist somit die „Mutterkirche des Orlagaues“.

## Architektur

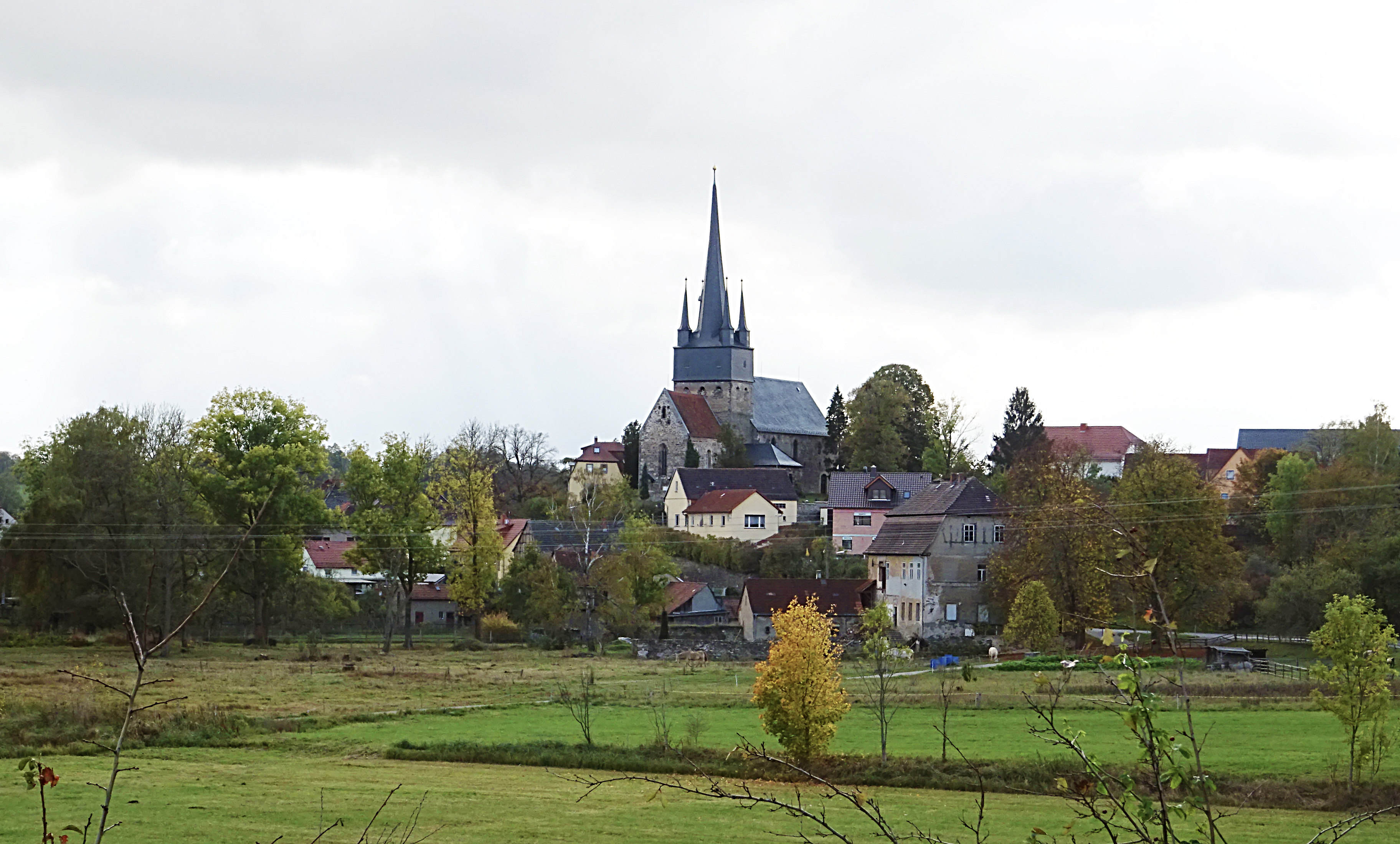
Ansicht von Nordosten

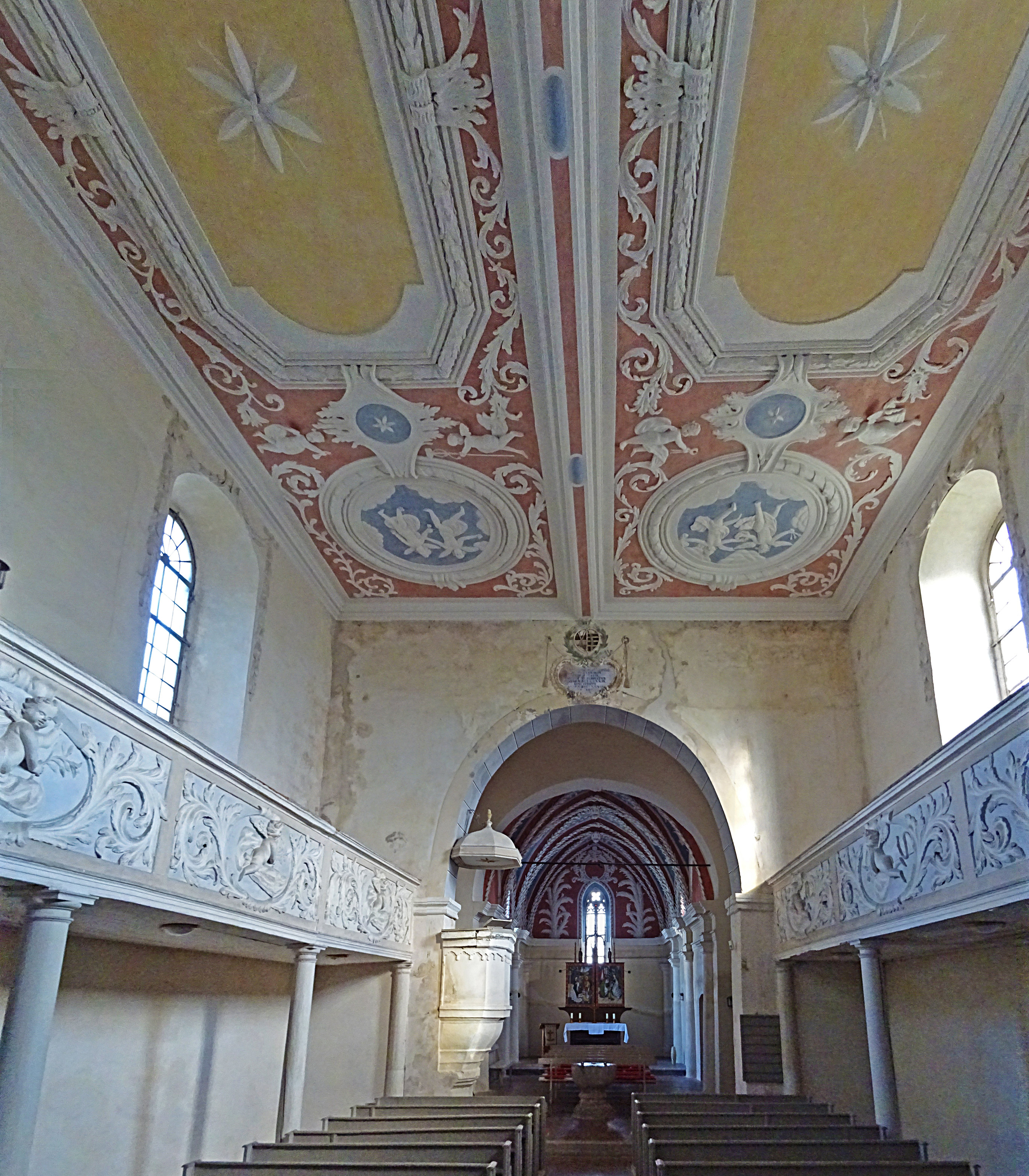
Innenraum

Auf dem Dohlenberg – einem Felsen, der im Osten, Süden und Westen steil abfällt – wurde die steinsichtige romanische Kirche aus Werksteinen errichtet. Sie bestand aus dem rechteckigen, heute noch erhaltenen Kirchenschiff mit einem Eingang im Südwesten, einem eingezogenen, niedrigen Chor, dem nicht lange nach der Erbauung der Chorturm aufgesetzt wurde, und einer östlichen Apsis. Im Turm, der von einem hohen spitzen Helm bedeckt ist und von vier kleinen Helmen an den Ecken flankiert wird, hängen vier Glocken. Die älteste, die sogenannte Bauernglocke, stammt aus dem Jahr 1354. Drei weitere Eisenhartgussglocken wurden 1958 von Schilling & Lattermann aus Apolda gegossen. Außen am Turm hängt eine kleine Glocke aus dem Jahr 1519, die vom Glockengießer Rosenberger stammt. In der ersten Hälfte des 13. Jahrhunderts wurde die Apsis durch einen rechteckigen, eingezogenen Chor ersetzt. 
Die Kirche wurde im 15. Jahrhundert nach Norden vergrößert. Im westlichen Kirchenschiff wurde ein zweigeschossiger, querrechteckiger Raum kurz nach Erbauung der Kirche abgetrennt. Der Raum im Erdgeschoss besitzt ein Tonnengewölbe, die drei ursprünglichen rundbogigen Öffnungen zum Kirchenraum sind zugemauert. Der Raum ist nur von Norden durch einen Eingang zugänglich. Darüber befindet sich ein Raum, der ehemals flachgedeckt war, heute aber zum Dachstuhl hin offen ist. Der Zugang besteht über eine ehemalige, von außen erschlossene Westtür sowie über die südliche Empore. Die Nutzung dieser beiden Räume ist bisher nicht geklärt. Die nördlich anschließende Kapelle mit einer Gruft zeigt im Kern den typischen Mauerverband Opus spicatum und ist mit einem Kreuzgratgewölbe überspannt. An sie schloss sich westlich ein weiteres Bauteil an, das nur noch durch die Abbruchkante der Nordwestecke der Kapelle erkennbar ist. Im Jahr 1409 erhielt der Chorbereich ein Gewölbe und einen spitzbogigen Durchgang zur Kapelle. Das Kirchenschiff erhielt im Jahr 1699 eine neue Flachdecke mit gerahmten Rechteck- und Rundfeldern aus Stuck. Ferner wurde die Kirchenausstattung eingebracht. Ende des 18. Jahrhunderts erfolgten Reparaturarbeiten, weitere in den Jahren 1874 und 1969/70. 
An den Wänden des mit einem Satteldach und Fledermausgauben bedeckten Langhauses befanden sich kleine hochliegende, heute vermauerte Rundbogenfenster aus der ersten Bauphase. Die heutigen Fensteröffnungen stammen aus den Jahren 1699 und 1794. Auf beiden Langhausseiten sind größere Öffnungen eingebracht, die als Zugänge zu den Patronatslogen dienten. Die Lanzettfenster an der Chornordwand stammen aus der 1. Hälfte des 13. Jahrhunderts. An der Ostwand befinden sich zwei steinerne Reliefs, links mit zwei Figuren vom Anfang des 13. Jahrhunderts, rechts mit der Kreuzigung und der Inschrift „1367“. Die eingeschossige Empore hat an ihrer Brüstung stuckierte Putten. Der ursprüngliche Chorbereich hat seit 1409 ein Kreuzrippengewölbe auf Konsolen, an den Ecken mit ornamentierten Schlusssteinen versehen. Die ursprünglichen Joche des Chors sind mit Pilastern gegliedert. Oberhalb des verkröpften Gebälks setzen die Gewölberippen an. An der Ostwand befinden sich eine steinerne Mensa und eine Piscina in einer Wandnische.

## Ausstattung

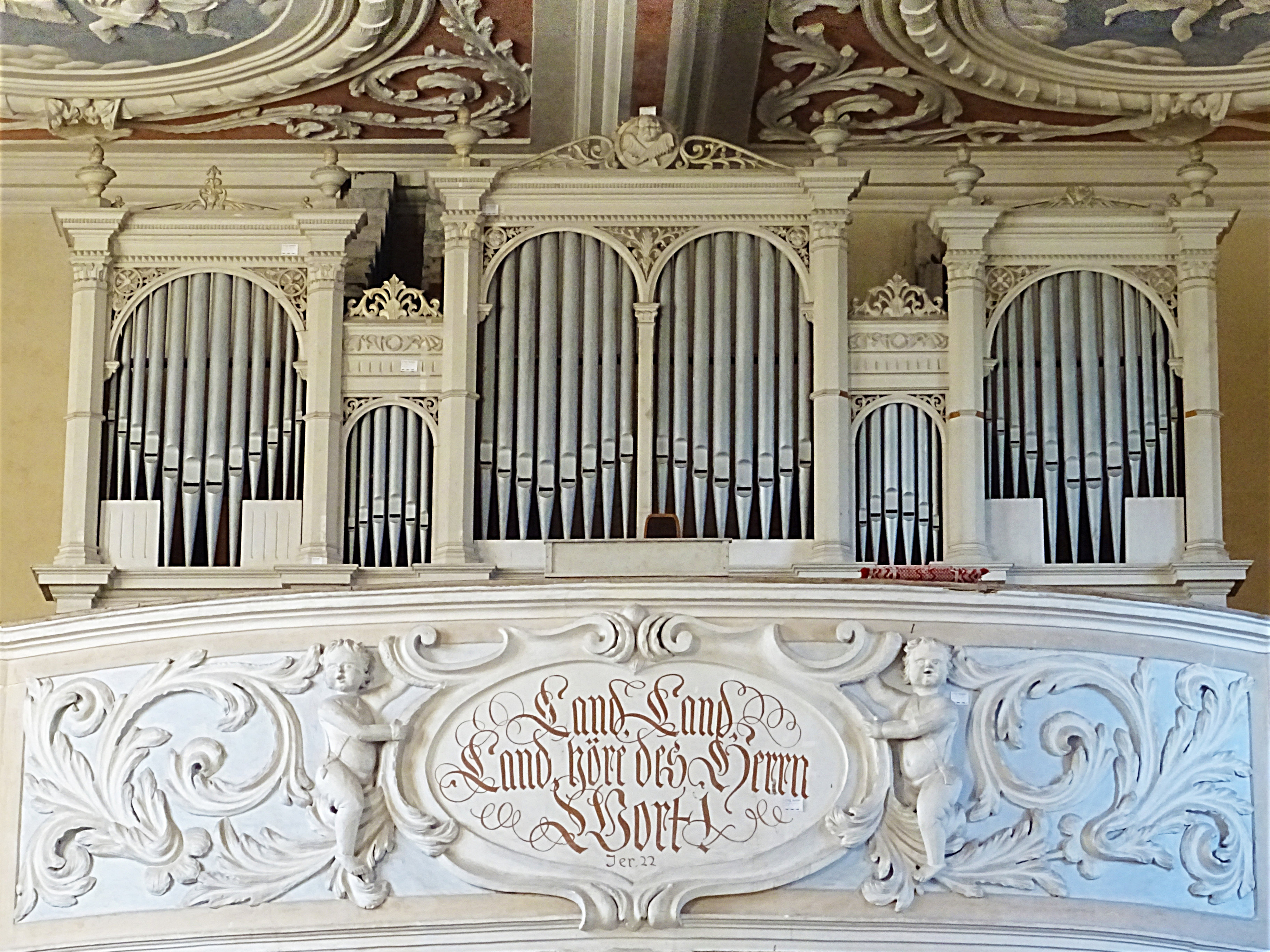
Die Schulze-Orgel

Ein zweifach wandelbarer Flügelaltar ist inschriftlich im Jahr 1487 entstanden. Er stammt vom Meister des Schwarzaer Altars und wurde zuletzt 1969/1970 restauriert. Im voll geöffneten Zustand zeigt die Festtagsseite farbig gefasste hölzerne Statuetten vor der Kreuzigung, flankiert von zahlreichen Heiligen. Seitlich in den Flügeln stehen links vier männliche, rechts vier weibliche Heilige. Auf der halb geöffneten Sonntagsseite sind vier gemalte Szenen der Passion Christi zu sehen. Die geschlossene Werktagsseite stellt rechts Mariä Verkündigung und links die Geburt Christi dar. Im Gesprenge wird Christus als Weltenrichter von zwei heiligen Bischöfen flankiert. Ein weiterer Flügelaltar aus dem Jahr 1519 befindet sich im südlichen Erdgeschoss des Turms (zuletzt 1969/70 restauriert). Er zeigt im Hauptbild eine geschnitzte halbplastische Pietà, in den Seitenflügeln links Katharina, Barbara, Dorothea und Margaretha. Rechts sind Elisabeth, Gertrud, Magdalena sowie Helena dargestellt. Die Rückseiten der Flügel zeigen (vermutlich) links die Heiligen Ulrich und rechts Martin. Die zugehörige Predella (an der Wand gegenüber) zeigt das Abendmahl. In der Mitte des Raumes steht als Taufstein ein aus zwei älteren Taufbecken zusammengesetztes Gebilde. Die steinerne Kanzel wurde im Jahr 1699 nördlich am Triumphbogen angebracht. Die untere Empore ist hufeisenförmig angelegt. Sie beherbergt die einstige Patronatsloge. Die obere Querempore trägt die Orgel von Edmund Schulze, Sohn von Johann Friedrich Schulze. Sie wurde im Jahr 1874 gebaut und hat 14 Register, verteilt auf zwei Manuale und Pedal. Ein Kreuzigungs-Relief an der Außenwand der Kirche stammt von 1367.